# Tursiops
Tursiops är ett släkte i familjen delfiner med tre arter där öresvinet är den mest kända.
- Indopacifiskt öresvin (Tursiops aduncus)
- Tursiops australis
- Öresvin (Tursiops truncatus)

## Utseende
Arterna når vanligen en kroppslängd mellan 1,75 och 4,00 meter samt en vikt mellan 150 och 200 kg. Sällan dokumenteras upp till 650 kg tunga individer. Bröstfenorna är mellan 30 och 50 cm långa och den trekantiga ryggfenan är cirka 25 cm hög. Kroppsfärgen på ovansidan är mörkgrå till blågrå och undersidan är ljusare. Bröst- och stjärtfenor är oftast lite mörkare än övriga kroppen. Nosen skytar tydlig fram från övriga huvudet. I varje käkhalva förekommer 20 till 28 tänder.

## Utbredning
Öresvinet förekommer i tempererade, subtropiska och tropiska hav över hela världen. Den vistas även i bihav som Nordsjön eller Medelhavet. Den indopacifiska arten lever däremot nära kustlinjen av Indiska oceanen och sydvästra Stilla havet. Tursiops australis hittas bara kring Australien.

## Systematik
Länge räknades öresvinet som enda art i släktet. Omkring året 2000 godkändes den redan 1833 beskrivna populationen i Indiska oceanen som självständig art. 2011 beskrevs Tursiops australis som den tredje arten i släktet. Undersökningar av arternas mitokondriella DNA visade avvikelser mellan 5,5 och 9,1 procent mellan T. australis och de andra två arterna. Enligt studien utgör spinndelfinen (Stenella longirostris) systertaxon till T. australis och därför rekommenderar zoologerna att den nya arten i framtiden listas i ett eget släkte med det vetenskapliga namnet Tursiodelphis.